# Ne ver', ne boïsia
Singles de t.A.T.u.
Not Gonna Get Us
(2003) 30 Minutes
(2003)
Ne ver', ne boïsia (plus communément translittérée en Ne Ver', Ne Boysia ; russe : Не верь, не бойся, littéralement « Ne crois pas, n'aie pas peur ») est une chanson du groupe t.A.T.u. enregistrée en 2003 à l'occasion de leur prestation au concours de l'Eurovision à Riga, durant lequel les deux chanteuses russes arrivent à la troisième place. Selon Julia Volkova, elles auraient reçu, des années plus tard, une lettre leur indiquant qu'elles avaient obtenu en réalité la première place[source insuffisante].

## Production
Le titre de la chanson fait référence à une expression utilisée dans les prisons, rendue célèbre après la publication du livre L'Archipel du Goulag d'Alexandre Soljenitsyne. Le sens de cette expression évoque la méfiance des prisonniers à l'égard des autres prisonniers et de l'administration. En d'autres termes, ne faire confiance à personne, ne pas avoir peur et ne demander aucune aide.
La chanson est produite par le producteur même du groupe, Ivan Chapovalov, en collaboration avec Mars Lasar, un compositeur australien, et Valery Polienko, qui a écrit la plupart des titres du groupe.

## Sortie
En Russie, un single promotionnel est sorti pour promouvoir la chanson sur la chaîne nationale russe. Le titre est à la suite sorti pour la première fois au Royaume-Uni dans le single Not Gonna Get Us, puis dans la version deluxe du premier album 200 km/h in the Wrong Lane. Enfin, la chanson figure également dans la compilation The Best sortie en 2006, marquant d'ailleurs la fin de la collaboration du groupe avec le label Universal Music Group.

## Participation à l'Eurovision
C'est avec cette chanson que t.A.T.u. représente la Russie au concours de l'Eurovision en 2003 qui avait lieu à Riga. Le groupe monte sur scène en onzième (d'où le fait que Julia et Lena portent toutes deux un t-shirt avec le chiffre 1), précédé de l'Allemagne et suivi de l'Espagne. Finalement, 164 points lui sont attribués, le faisant arriver à la troisième place sur 26 au total. Le Royaume-Uni et l'Irlande sont les seuls pays à n'avoir donné aucun point au groupe. Contrairement aux 0 points officiels, le Royaume-Uni donne finalement les 12 points, ce qui aurait permis au groupe d'obtenir la victoire. Mais à la suite de diverses controverses liées au comportement du groupe, entre autres des retards pour les répétitions ou des boycotts lors des conférences de presse, la Russie faillit être disqualifiée par l'UER, qui ne voulait pas que les deux chanteuses s'embrassent sur la bouche.